# ムッシュ中島
ムッシュ中島（ムッシュなかじま、本名：中島章吾、1960年9月17日 - ）は、日本の実演販売士。

## 人物・来歴
- コパ・コーポレーションではマネージャーを担当しながら、実演販売士として、実演販売・展示会の司会、講演会の講師、ボス水野軍団の副団長などをこなしている。

- 一見、ちゃらんぽらんに見えるが、真面目が取り柄。
- 特技はタンバリン叩き。
- 2980円→ニーキュッパのところをニーキューパという。
- 『俺も大概言わないけど～』という話を１日２回する。
- 具志堅用高に憧れ宮崎からボクシングをするために上京しプロボクサーとして活躍。減量が苦しく逃げ出し、1勝1敗1逃げの生涯成績で惜しまれつつ引退。
- はぎわらさんをおぎわらさんと言ってしまうのが直らず、悩んだ末に、はぎわらさん本人に『これからも間違えますので、よろしくお願いしますね！』と事態を収束させた。
- 貸部屋のFOR ＲＥＮＴの看板を見て、

『最近はFOR ＲＥＮＴって会社が勢いあるなぁ』と呟いていた。
- 阪神の藤川球児の球はホイップすると言ったり、基本的に言い間違いが多いが指摘すると面白くなさそうな顔をする。
- 本名は『なかしま』と濁点が付かないが、みんな間違えるので『なかじま』と名乗っている。

## 出演

### テレビ番組

#### 日本テレビ系列
- ぐるぐるナインティナイン
- ヒルナンデス!
- NNNニュースプラス1
- 未来予報201x
- 買キング

#### TBS系列
- 有吉ジャポン
- なかい君の学スイッチ
- はなまるマーケット
- あけるなキケン

#### テレビ東京系列
- 孤独のグルメ Season2 第10話 （2012年12月12日）- 中年客2 役
- 見る人が見た!!
- なないろ日和!
- 美川屋本舗
- 実演販売ショ―
- 買物の時間
- これが世界の行き止まり!地球のはしっこ!絶景ハウス
- 開運!なんでも鑑定団（2025年6月24日テレビ東京放送分）[2]

#### テレビ朝日系列
- じゅん散歩
- 若大将のゆうゆう散歩
- イケメン通販騎士
- 羽鳥慎一モーニングショー
- 値段当てバトル BUKKA

### ラジオ番組

#### J-WAVE
- HELLO WORLD (ラジオ番組)

#### bayfm
- RADIO PRO SHOPPER

## 外部サイト
- コパ・コーポレーション